# Olof Petersson
För Gustav Vasas rikskansler, se Olaus Petri
Olof Petersson, född 1947, är en svensk statsvetare. Petersson var professor i statskunskap vid Uppsala universitet 1996–1997, och forskningsledare vid Studieförbundet Näringsliv och Samhälle (SNS) 1997–2009..Han var rådgivare i forskningsfrågor vid SNS fram till september 2011. 
Petersson läste statskunskap vid Göteborgs universitet och disputerade 1975 på en avhandling om svenskt väljarbeteende. Han var ledare för valundersökningen 1973 (tillsammans med Bo Särlvik) och 1976.
Mellan åren 1974 och 1997 var Petersson anställd vid statsvetenskapliga institutionen, Uppsala universitet. Han ledde i slutet av 1980-talet den stora Maktutredningen, som 1990 presenterade slutrapporten Demokrati och makt i Sverige (SOU 1990:44). 
1992–1993 var han medlem av Ekonomikommissionen (allmänt kallad Lindbeckkommissionen efter dess ordförande Assar Lindbeck) som genomförde en bred utvärdering av svensk ekonomisk politik.
Han medverkade i SNS Demokratiråd under åren 1995–2008, som ordförande sedan 1996. Under tiden som forskningsledare vid SNS var han ansvarig för SNS Författningsprojekt och SNS Medieforum.
Petersson har skrivit en rad läroböcker i statskunskap, bland annat om förvaltningspolitik, svensk politik, nordisk politik och europeisk politik. Han uttryckte sig djupt kritiskt mot kung Carl XVI Gustafs uttalande om öppenheten i sultanatet Brunei och begärde att kungen självmant skulle abdikera – ett ställningstagande som Petersson i sin tur fick kritik för.
2011 sade Petersson upp sig från SNS i protest mot hur forskningschefen Laura Hartman, behandlats.